# Pulmonales Osteom

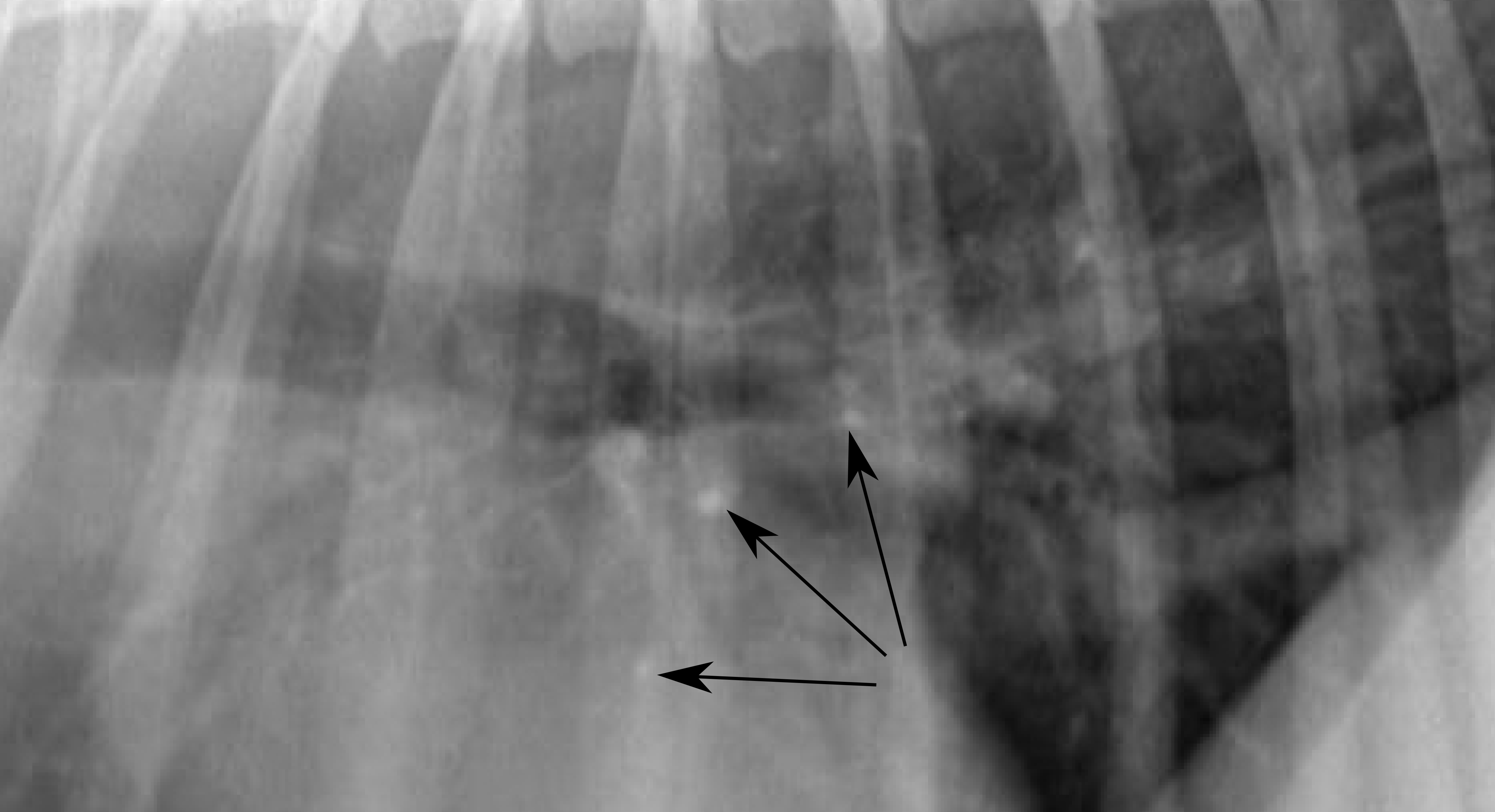
Pulmonale Osteome

Pulmonale Osteome sind etwa 2 mm große, klar abgrenzbare, mineralisierte Knoten in der Lunge älterer Hunde. Die Anzahl und Verteilung sind variabel. Pulmonale Osteome haben keinen Krankheitswert und gelten als Zufallsbefund. Aufgrund ihrer großen Röntgendichte sind sie deutlich erkennbar. Von anderen herdförmigen Veränderungen der Lunge, wie Tumoren, lassen sie sich meist schon aufgrund ihrer geringen Größe abgrenzen, da diese in der Regel mindestens 5 mm groß sein müssen, um im Röntgen-Thorax erkannt zu werden.